# Tadeusz Nawrolski
Tadeusz Nawrolski (ur. 29 maja 1945 w Brarupholz, Szlezwik-Holsztyn, zm. 28 czerwca 1994 w Elblągu) – polski archeolog, specjalista badań archeologicznych w miastach, związany zawodowo z Państwowym Przedsiębiorstwem Pracownie Konserwacji Zabytków (PP PKZ), szczególnie zasłużony dla poznania dziejów Elbląga.

## Życiorys
Urodził się w Brarupholz (Szlezwik-Holsztyn) ponieważ podczas II wojny światowej jego rodzice zostali tam wywiezieni jako robotnicy przymusowi. Po wojnie ukończył liceum w Stargardzie Szczecińskim.  
Od 1964 roku należał do PZPR. W 1968 ukończył studia archeologiczne na Uniwersytecie Poznańskim i rozpoczął pracę w pracowni archeologiczno-konserwatorskiej szczecińskiego oddziału PP PKZ. Brał w tym czasie udział w badaniach odbudowywanych zamków m.in. w Szczecinie, Złocieńcu, Świdwinie, Lipiu, Mirosławcu, Darłowie, Bytowie oraz klasztoru w Cedyni. W latach 1972–1974 odbył studia podyplomowe na Uniwersytecie Warszawskim. W 1977 r. przeniósł się do Zamościa, gdzie utworzył Pracownię Archeologiczną w nowo powstającym oddziale PP PKZ, a następnie zajmował się badaniami archeologicznymi miasta i jego fortyfikacji. W 1980 roku powierzono mu organizowanie analogicznej placówki w Elblągu. Odtąd aż do śmierci prowadził kompleksowe badania archeologiczne na Starym Mieście. Opublikował ok. 150 prac naukowych.

## Nagrody
- 1994: nagroda im. H. Pieńkowskiej i J. Łomnickiego[1].
- 1997: Nagroda zbiorowa II stopnia Ministra Kultury i Sztuki za wystawę Elbląg i Truso. Archeologia olśniewa[1].
- 1987: Nagroda II stopnia Ministra Kultury i Sztuki za wystawę Elbląg w XIII - XVIII w. Kultura materialna w wykopaliskach archeologicznych[1].